# 米高·夫蘭達斯
米高·亨利·夫蘭達斯（英語：Michael Henry Flanders；1922年3月1日—1975年4月14日），英國演員，播音員，喜劇歌曲作詞和表演者。他最為人熟悉的是他與當奴·史旺的2人合作關係。（見夫蘭達斯與史旺）
米高.夫蘭達斯生於1922年3月1日之英國倫敦。他父親是一名職業小提琴家和演員。米高小時的志願是長大後能在歌劇院裏工作。1940年入讀牛津大學歷史系之前，他在西敏學校讀書，亦在那兒認識了當奴·史旺。
他在牛津讀書期間開始成為職業演員，稍後離開大學加入皇家海軍自願後備軍。1941年從軍期間，他隸屬的軍艦在非洲對開海面被魚雷擊沉。米高雖然大難不死，其後更獲晉升二級海軍中尉，但因為在海中感染小兒麻痺症，1943年後便要依靠輪椅代步。
由於不能夠繼續完成學業，米高當上了電台播音員。在機緣巧合下，他在1948年重遇上當奴，大家開始合作起來。初期他倆為倫敦西部歌劇院區監製人羅理亞·李斯特 (Laurier Lister) 寫歌，米高負責寫詞、當奴負責作曲。他們的歌曲曾經由歌手伊恩·華萊士(Ian Wallace)和喬伊斯·顧蓮費爾(Joyce Grenfell) 主唱。他倆後來創作了2套諷刺時事滑稽劇，《帽子掉下的一刻》(At The Drop Of A Hat)和《另一頂帽子掉下的一刻》(At The Drop Of Another Hat)，並作全球巡迴演出。1967年2人合作告終。
與當奴合作以外，米高亦是一位多才多藝的歌劇作詞家、演員和播音員。他曾為《三人行》(Three's Company)，《聖誕節故事》(Christmas Story) 和兒童清唱劇 《挪亞船長和他漂浮中的動物園》(Captain Noah and his Floating Zoo) 等等的灰諧歌劇寫上歌詞。他在舞台劇和電影裏也曾演出過。包括 《士兵的故事》(The Soldier's Tale)和《十年重刑》(Ten Years Hard)這兩套舞台劇，還有電影《醫生要求救》(Doctor in Distress) (1963) 和《憤怒的月亮》(The Raging Moon) (1971). 他在電台和電視上也曾多次演出。Serge Prokofiev 的 《彼得與柴狼》(Peter and the Wolf) 兒童故事錄音也是由他敘述，這個錄音曾是EMI唱片公司的主要基本產品。
米高.夫蘭達斯在1975年4月14日在威爾士 Betws-y-Coed 旅行期間不幸中風逝世。他遺下夫人克勞迪亞(Claudia)和女兒羅拉(Laura)和史提芬妮(Stephanie)。